# Whole Language
Whole Language är en läsinlärningstradition som utgår från att barn lär sig läsa utifrån hela texter . Istället för att barnen ska ljuda fram ett ord, så memorerar de ordets utseende.
En grundläggande tes i Whole Language är att nybörjaren ska förstå att skriften har ett budskap och att texten har en mening. När barn läser kan texten ses som ledtrådar och genom att relatera texterna till varandra kan barnen dra slutsatser kring textens budskap. Det är viktigare att barnen förstått textens budskap än att barnet lyckats avkodat texten korrekt. Eftersom barnen memorerar ordens utseende kan inlärningen börja i tidig ålder och då är det smidigt att använda sig av ord som har betydelse för barnen, exempelvis mamma. 
Barnen uppmuntras till att använda sig av visuella ledtrådar för att förstå textens innehåll, och det är därmed helt okej att gissa textens betydelse. Om barnet stöter på ett svårläst ord i texten kan barnet hoppa över ordet och titta på det igen när barnet läst klart det övriga innehållet. Genom att göra på detta sätt kan barnet använda sig av de ledtrådar som övriga texten eller bilden gett och därigenom kan barnen gissa ordets betydelse. Det är också godtagbart att byta ut ordet mot ett annat ord, men kravet för att göra det är att textens budskap fortfarande ska framgå. 
Det finns kritik mot Whole Language som riktas bland annat mot att barnen får alldeles för mycket tid till sin egen läsning. Det finns också kritiska röster mot att barnen uppmanas till att gissa orden de inte kan utläsa, kritikerna menar att barnen skulle lära sig bättre av att ljuda fram orden. På grund av att barnen läser mycket själva anser de som ställer sig kritiska mot Whole Language att de barn som har svårt att läsa drabbas, det eftersom barnen inte får tillräckligt med träning i fonologisk medvetenhet och avkodning.

## Användning i förskola och skola
En aktivitet som kan anses som populär inom Whole Language är att använda sig av en så kallad storybook. Det är en bok i stort format som läraren kan använda sig av i sin undervisning. Barnen samlas oftast gruppvis och genom att använda en stor bok får barnen möjlighet att se texten och det som sker på bilderna. Läraren brukar peka med en pinne på texten under tiden som han eller hon läser och det bidrar till att barnen får möjlighet att förstå textens funktion, att det är bokstäverna som bildar en berättelse.

### Whole Language med digitala verktyg
Det går även att arbeta med Whole Language genom att använda sig av exempelvis smartboard. I förskolan och skolan kan en lärare exempelvis använda sig av smartboarden för att visa en storybook, en så kallad e-story. Det går att välja en e-story med animationer, utan animationer (bilder) eller en tryckt bok. Barnens förmåga att återberätta berättelser ska ha varit högre vid användandet av en e-story innehållandes animationer. 